# Gotlands södra tingslag
Gotlands södra tingslag var ett tingslag på Gotland i Gotlands län, från 1943 i Gotlands domsaga. Tingslaget omfattade Gotlands södra härad. Tingsplats för först i Ejmunds (även kallat Söderting), därefter Klintehamn. 1739 blev Burge ny tingsplats som varade till 1752 då Skogs i Levide socken blev tingsställe.
Före 1943 ingick tingslaget i Gotlands södra domsaga som bildats 1681. Länge användes de äldre tingsindelningarna inom domsagan och först från omkring 1870 används begreppet Gotlands södra tingslag mer allmänt.
Tingslaget uppgick den 1 januari 1948 (enligt beslut den 10 juli 1947) i Gotlands domsagas tingslag.